# Amara famelica
Amara famelica é uma espécie de insetos coleópteros pertencente à família Carabidae.
A autoridade científica da espécie é Zimmermann, tendo sido descrita no ano de 1832.
Trata-se de uma espécie presente no território português.